# Talita Oliveira (política)
Talita Oliveira (Brasília, 20 de agosto de 1985), é uma empresária e política brasileira filiada ao Republicanos. Atualmente, é deputada estadual pela Bahia.

## Biografia
Em 2018, foi eleita para seu primeiro mandato como deputada estadual da Bahia, com 26.096 votos.
Em novembro de 2019, participou da reunião de deputados estaduais Bolsonaristas do Nordeste e declarou a poio ao novo partido do presidente Bolsonaro, Aliança Pelo Brasil, junto a outros 7 deputados estaduais.

## Formação Educacional
Talita fez o fundamental no Colégio Adventista, Brasília, e Colégio São Jorge, Ilhéus, 1992. Concluiu o o 2º grau no Colégio São Jorge, Ilhéus, 2003. Curso incompleto de Direito, Universidade Católica do Salvador. Cursos: Gestão de Políticas Sociais, Empreendedorismo em Países Emergentes e Gestão Pública.

## Atividade Profissional
Além da vida política, Talita Oliveira é empresária, e Idealizadora da "Força da Mulher Empreendedora", AFME. Talita também é Coordenadora de projetos na Universidade Católica do Salvador.

## Atividade Parlamentar
Na Assembleia Legislativa, 3º SECRETÁRIA da Mesa Diretora (2019-2021); SUPLENTE da MESA DIRETORA (2021-2023); VICE-PRESIDENTE da Comissão de Educação, Cultura, Ciência e Tecnologia e Serviço Público (2021), Especial para Avaliação do Impacto da Pandemia do Covid-19 (2021); TITULAR das Comissões: Especial da Promoção da Igualdade (2019-2020), Direitos da Mulher (2019-21), Educação, Cultura, Ciência e Tecnologia e Serviço Público (maio 2019-20), Defesa do Consumidor e Relações de Trabalho (2021); Ouvidora Parlamentar, 2021.